# 旧途別川
旧途別川（きゅうとべつがわ）は、北海道十勝地方の中川郡幕別町千住地区を流れる河川である。

## 地理
昔の途別川下流は、大きく蛇行しながら東へ流れ猿別川に合流していたが、周辺流域の治水のため1929年（昭和4年）から1933年（昭和8年）にかけて直接十勝川へ流す水路を開削した。これが新しい途別川の流路となり、今までの部分は「旧途別川」と名付けられた。現在では幕別町の札内地区北東部から幕別本町西部近くの猿別川との合流点までが旧途別川として残されている。
新水路への切り替えによって流量が減り、流路のほとんどは昔の川床をわずかに流れるような川幅1m程度の場所が多い小さな河川である。途中で稲士別川、豊岡川、イカンベツ川の小河川が合流することによって多少は水量が増える。付近はほとんど起伏のない低地平野の畑であり、流路の切り替え後も洪水になると冠水して被害を受けることが多かったため、さらなる改修工事により両岸の築堤や、猿別川合流点の水門が整備され現在に至っている。
周辺の山林にはアオサギの巣が多く見られるなど自然が残されており、冬になると川の一部に白鳥が飛来することがある。稲士別地区の川岸にはさけ・ます資源管理センター十勝支所幕別事業所があり、孵化放流事業が実施されている。